# Eucranium belenae
Eucranium belenae är en skalbaggsart som beskrevs av Federico Ocampo 2010. Eucranium belenae ingår i släktet Eucranium och familjen bladhorningar. Inga underarter finns listade i Catalogue of Life.